# 659
659 је била проста година.

## Догађаји
- Византијско-арапски ратови: Цар Констанс II потписује мировни споразум са Рашидунским калифатом. Користи паузу да ојача своју одбрану и учврсти византијску контролу над Јерменијом. Констанс успоставља темате, делећи територијалну команду у Анадолији.
- Констанс II уздиже свог сина Ираклија на ранг сацара (Августа), заједно са својим братом Тиберијем.
- Јапанска амбасада је послата у Кинеско царство и примљена је у аудијенцију од стране цара Гао Зонга. Династија Танг је одлучна да следеће године предузме административне мере у вези са Јапаном. Изасланици су притворени.
- 17. март – Гертруда од Нивела, ћерка Пипина од Ландена (градоначелника палате Аустразије), на самрти тражи сахрану носећи обичан ланени покров. Ово је традиционална (паганска) пракса.